# Bapaume
Bapaume – miejscowość i gmina we Francji, w regionie Hauts-de-France, w departamencie Pas-de-Calais.
Według danych na rok 1990 gminę zamieszkiwało 3509 osób, a gęstość zaludnienia wynosiła 609 osób/km² (wśród 1549 gmin regionu Nord-Pas-de-Calais Bapaume plasuje się na 250. miejscu pod względem liczby ludności, natomiast pod względem powierzchni na miejscu 615.).

## Miasta partnerskie
- Moers, Niemcy[1]